# Jožka Baťa
Jožka Baťa, křtěný Josef Leopold (27. září 1903 Zlín – 13. října 1943 Zlín) byl zlínský patriot, grafik, výtvarník, spisovatel, vydavatel a sběratel. Ve svém díle se zabýval především vzpomínkami na život ve starém Zlíně.

## Život a dílo
Jožka Baťa se narodil matce Ludmile rozené Černotíkové (1883) a otci Josefovi (1878). Stejně jako jeho otec se vyučil malířskému řemeslu. Znám je však zejména díky své autorské a sběratelské činnosti. V roce 1940 vydal u nakladatele Bohumila Siegela Vánoční koledy strýca Jozefa Cekotového ze Zlína Archivováno 16. 4. 2015 na Wayback Machine.. O rok později (1941) vydal jako soukromý tisk s vlastní grafickou úpravou a ve spolupráci s knihtiskárnou Bohumila Siegela sérii 20 dokumentárních fotografií města Zlína z let 1900–1912. Jeho fascinace starým Zlínem se odrazila i v přípravě dalších děl. S Karlem Pekárkem spolupracoval na sbírce místních lidových pověstí Devatero. V klečůvském archivu se dochoval strojopis zaměřený na historii Zlína od středověku až do první třetiny 20. století. Jedním z cílů jeho sběratelské činnosti rovněž bylo vydání publikace Historický Zlín, k jejíž tvorbě shromáždil více než 500 starých negativů. Mnoho svých děl ovšem nestihl dokončit. 13. října 1943, přesně tři dny před jeho avizovaným sňatkem, jeho život ukončila srdeční příhoda. Je pochován na Lesním hřbitově ve Zlíně. Noviny Zlín - časopis spolupracovníků Baťa na jeho smrt reagovaly těmito řádky: "Jožka Baťa je mrtev. Ve středu večer zemřel ve Zlíně ve věku 40 let, raněn srdeční mrtvicí, zlínský rodák Jožka Baťa. Zesnulý se s láskou věnoval historii svého rodného města. Shledával a shromažďoval památky na minulost a se zdarem o nich pojednával v novinářských článcích a cenných soukromých tiscích. Jožku Baťu znali všichni, kdož se ve Zlíně a kraji zabývají historií a národopisem. Dobře byl znám i mezi výtvarníky, jakož i v širokých kruzích občanstva. Výsledky práce, které po sobě zanechal, budou ve Zlíně trvalou památkou na jeho život. Všichni, kdož Jožku Baťu znali, budou na něho rádi vzpomínat jako na dobrého člověka, přítele a kamaráda. F. V."